# Scalabrinianos
A Congregação dos Missionários de São Carlos, também conhecidos como Carlistas ou  Scalabrinianos, foi fundada por São João Batista Scalabrini e tem como patrono São Carlos Borromeu. A Congregação tem como lema: Eu era estrangeiro e me acolhestes (Mt 25,35). Por ser um piedoso homem, extremamente preocupado com a difusão do Evangelho, Scalabrini foi definido pelo Papa Pio IX como o Apóstolo do Catecismo.
Os Scalabrinianos são uma família religiosa católica, constituída por duas congregações e um instituto secular, fundada por Dom Scalabrini em Placência.
Após elaboradas as regras, a Congregação foi aprovada pelo Papa Leão XIII, a 28 de novembro de 1887. Sua finalidade é a formação religiosa, moral, social e legal dos migrantes. Para cumprir esta finalidade, Dom Scalabrini fundou também, em 1895, um segmento feminino, a Congregação das Irmãs Missionárias de São Carlos Borromeu, que proporcionou grandes frutos, dentro da pregação e ensino catequético aos imigrantes. Diversas outras congregações scalabrinianas expandiram-se rapidamente pelo mundo.
A Congregação Missionárias Seculares Scalabrinianas, foi fundada no ano de 1961, dentro do espírito missionário e catequizador de Dom Scalabrini.

## Lema religioso
A Congregação Scalabriniana adotou como lema a palavra de Jesus Cristo, conforme expressa no Evangelho de Mateus, capítulo 25, versículo 35, parte b:
| “ | Eu era estrangeiro e me acolheste". | ” |

## Duas congregações
Para ambas as congregações, masculina e feminina, o bispo Scalabrini escolheu como padroeiro o cardeal São Carlos Borromeu. Por isso, os Scalabrianianos, como ficaram sendo conhecidos seus seguidores, são chamados também de carlistas — principalmente no Brasil. Na congregação Scalabriniana há irmãos não ordenados, que somente professam seus votos e há os que são ordenados. O seu carisma é anunciar o mistério da salvação no meio da mobilidade humana dos povos. Reunir o povo de Deus disperso numa família humana, testemunhar a catolicidade do Reino mediante a evangelização das comunidades migrantes.

## Missão
Dedica-se fundamentalmente à atenção aos migrantes, especialmente aqueles que, necessitam de um atendimento pastoral específico. Os Scalabrinianos servem os migrantes em âmbito espiritual e social em vinte e quatro nações da Ásia, Oceania, Europa, África e Américas, oferecendo centros de primeira acolhida, casas para marítimos, vilas para migrantes idosos, centros de estudos e de pesquisas, além de atuarem na difusão de jornais e programas de rádio e de televisão. Possuem casas de formação para religiosos e leigos, têm presença nos Conselhos Pontifícios para a mobilidade, em comissões episcopais ou diocesanas para as migrações, pregações de missões volantes, ensino, animação de paróquias multiétnicas e de missões étnicas.

## Estrutura
A família Scalabriniana é formada por:
- A Congregação dos Missionários de São Carlos Borromeu, uma comunidade religiosa masculina fundada em 1887.
- As Irmãs Missionárias de São Carlos Borromeu, uma comunidade fundada em 1895 pelo beato Scalabrini e pelos irmãos Giuseppe e Assunta Marchetti, tendo por missão assistir os migrantes e os peregrinos, de preferência os mais pobres.
- As Missionárias Seculares Scalabrinianas, um instituto secular fundado em 1961 em Soletta (Suíça).

### Ramo feminino
A Congregação das Irmãs Missionárias de Carlos Borromeu ou Scalabrinianas (Missiinariae Sancti Caroli - Scalabinianae) (MSCS)– também foi fundada por São João Batista Scalabrini em Placência, Itália, no dia 25 de outubro de 1895 e tem como Co-fundadores os irmãos padre José Marchetti e madre Assunta Marchetti. Sua missão é o serviço evangélico e missionário aos migrantes, de preferência os mais pobres e necessitados.
A congregação expandiu-se inicialmente no Brasil e, em seguida, na Europa (1936), na América do Norte (1941) e, nos últimos decênios, em outros países da América Latina, na Ásia e na África. Hoje está presente em vinte países e conta com 814 freiras e 159 comunidades.
Fiel ao carisma e atenta aos desafios da mobilidade humana, a congregação acolhe a proposta da Igreja de servir junto àquela parcela do gênero humano em mobilidade e ser "sinal da ternura de Deus e testemunho particular do mistério da Igreja que é virgem, esposa e mãe" (V.C. 57) em sintonia com as palavras do evangelho: "era estrangeiro e me acolhestes" (Mt 25,35).
Há um ramo feminino de missionárias seculares, instituído.
Como missionárias seculares, não estáveis, estas mulheres são enviadas não somente a viver no mundo a sua consagração, mas a permanecer em um diálogo constante com ele, a reconhecer em cada ambiente o lugar ideal para criar espaço, no caminho dos votos, à vida de Nosso Senhor Jesus Cristo pobre, virgem e obediente, verdadeiro homem universal.

### Ramo leigo
Há um ramo de Missionários Leigos Scalabrinianos (Missionarii Laici Saclabriniani) (MLC), uma espécie de Ordem Terceira, cujo propósito de vida é ver, de um modo específico, o chamado vocacional do batismo e a dimensão de Igreja, através da participação e partilha do carisma scalabriniano anunciando Nosso Senhor Jesus Cristo e testemunhando a identidade de leigo missionário nos diversos âmbitos da vida cotidiana e no empenho missionário com os migrantes, a fim de que: "de todos os povos se forme um só povo e de toda a humanidade um só rebanho sob a guia de um único Pastor".

## Breve história
No começo a Congregação teve difusão no Brasil e depois na Europa (1936), na América do Norte (1941), e no fim do século XX em outros países da América Latina, da Ásia e da África.

## Superior geral
1. João Batista Scalabrini (1887–1905)
2. Domenico Vicentini (1905–1919)
3. Pacifico Chenuil (1919–1923)
4. Gaetano de Lai (1924–1928)
5. Carlo Perosi (1928–1930)
6. Raffaele Carlo Rossi, O.C.D. (1930–1948)
7. Adeodato Giovanni Piazza, O.C.D. (1948–1951)
8. Francesco Prevedello (1951–1957)
9. Raffaele Larcher (1957–1963)
10. Giulivo Tessarolo (1963–1969)
11. Renato Bolzoni (1969–1974)
12. Giovanni Simonetto (1974–1980)
13. Sisto Caccia (1980–1992)
14. Luigi Valentino Favero (1992–2000)
15. Isaia Birollo (2001–2007)
16. Sérgio Olivo Geremia (2007-2018)
17. Leonir Chiarello (2018-atual)

## Bispos scalabrinianos
| Nome                         | Data de Nascimento    | Ordenação Episcolpal   | Diocese                                        |
| ---------------------------- | --------------------- | ---------------------- | ---------------------------------------------- |
| Jacyr Francisco Braido       | 17 de abril de 1940   | 30 de abril de 1995    | Bispo emérito da Diocese de Santos             |
| Laurindo Guizzardi           | 7 de julho de 1934    | 18 de abril de 1982    | Bispo emérito da Diocese de Foz do Iguaçu      |
| Alessandro Carmelo Ruffinoni | 26 de agosto de 1943  | 17 de março de 2006    | Bispo emérito da Diocese de Caxias do Sul      |
| Lawrence Sabatini            | 15 de maio de 1930    | 21 de setembro de 1978 | Bispo emérito da Diocese de Kamloops           |
| Silvano Maria Tomasi         | 12 de outubro de 1940 | 17 de agosto de 1996   | Bispo da Cúria Romana                          |
| Adilson Pedro Busin          | 20 de maio de 1965    | 30 de abril de 2016    | Bispo auxiliar da Arquidiocese de Porto Alegre |
| Algacir Munhak               | 19 de abril de 1966   | 17 de dezembro de 2022 | Bispo da Diocese de São Miguel Paulista        |

## Paróquias scalabrinianas no Brasil[1]
| Paróquia / Comunidade                        | Pároco                               | Diocese                        | Cidade                       | Estado             |
| -------------------------------------------- | ------------------------------------ | ------------------------------ | ---------------------------- | ------------------ |
| Santuário Senhor Bom Jesus dos Aflitos       | Pe. Emídio Girotto, CS               | Diocese de Campanha            | Carmo do Rio Claro           | Minas Gerais       |
| Divino Espírito Santo                        | Pe. Pedro F. Rodrigues, CS           | Arquidiocese de Cuiabá         | Cuiabá                       | Mato Grosso        |
| São José                                     | Pe. Claudio Ambrozio, CS             | Arquidiocese de Curitiba       | Curitiba                     | Paraná             |
| Sagrado Coração de Jesus                     | Pe. Giuseppe Bortolato, CS           | Diocese de Jundiaí             | Jundiaí                      | São Paulo          |
| São Geraldo                                  | Pe. Valdecir Molinari Mayer, CS      | Arquidiocese de Manaus         | Manaus                       | Amazonas           |
| São José                                     | Pe. Ricardo Guesser, CS              | Diocese de Santo André         | Ribeirão Pires               | São Paulo          |
| Santa Cecília e São Pio X                    | Pe. Cesare Ciceri, CS                | Arquidiocese do Rio de Janeiro | Rio de Janeiro               | Rio de Janeiro     |
| Santo André                                  | Pe. Jean Dickson Saint Claire, CS    | Diocese de Santo André         | Santo André                  | São Paulo          |
| Santa Edwiges (Apostolado do Mar)            | Pe. Samuel Fonseca Torres, CS        | Diocese de Santos              | Santos                       | São Paulo          |
| Nossa Senhora da Boa Viagem - Basílica Menor | Pe. Alejandro Cifuentes Flores, CS   | Diocese de Santo André         | São Bernardo do Campo        | São Paulo          |
| São João Batista                             | Pe. Antonio C. Seganfredo, CS        | Arquidiocese de São Paulo      | São Paulo                    | São Paulo          |
| Santo Antônio                                | Pe. Sextílio Bortolo Focchesatto, CS | Arquidiocese de São Paulo      | São Paulo                    | São Paulo          |
| Nossa Senhora da Paz                         | Pe. Antenor João Dalla Vecchia, CS   | Arquidiocese de São Paulo      | São Paulo                    | São Paulo          |
| Nossa Senhora de Lourdes                     | Pe. Danilo Ravanello, CS             | Diocese de Piracicaba          | Rafard                       | São Paulo          |
| Bom Jesus dos Migrantes                      | Pe. Jose Antonio D. de Oliveira, CS  | Arquidiocese de Brasília       | Sobradinho                   | Distrito Federal   |
| São Pedro                                    | Pe. Carlos Cigolini, CS              | Arquidiocese de Curitiba       | Curitiba                     | Paraná             |
| Nossa Senhora das Graças                     | Pe. Rovilio Guizzardi, CS            | Diocese de Santos              | Vicente de Carvalho, Guarujá | São Paulo          |
| São João Batista                             | Pe. Alcides Angonese, CS             | Diocese de Joaçaba             | Campos Novos                 | Santa Catarina     |
| São Cristóvão                                | Pe. Dirceu Bortoloti, CS             | Arquidiocese de Cascavel       | Cascavel                     | Paraná             |
| Nossa Senhora de Fátima                      | Pe. Agostinho Betú, CS               | Diocese de Corumbá             | Corumbá                      | Mato Grosso do Sul |
| São Pedro                                    | Pe. João Granzotto, CS               | Diocese de Santa Cruz do Sul   | Encantado                    | Rio Grande do Sul  |
| Santa Terezinha do Menino Jesus              |                                      | Arquidiocese de Florianópolis  | Florianópolis                | Santa Catarina     |
| Bom Jesus dos Migrantes                      | Pe. Albino Matei, CS                 | Diocese de Foz do Iguaçu       | Foz do Iguaçu                | Paraná             |
| Santo Antônio                                | Pe. Pedro Luiz Nierotka, CS          | Arquidiocese de Passo Fundo    | Guaporé                      | Rio Grande do Sul  |
| Sagrado Coração de Jesus                     | Pe. Armelindo Costa, CS              | Diocese de Caxias do Sul       | Nova Bassano                 | Rio Grande do Sul  |
| Nossa Senhora de Pompéia                     | Pe. Lauro Bocchi, CS                 | Arquidiocese de Porto Alegre   | Porto Alegre                 | Rio Grande do Sul  |
| São José                                     | Pe. Antonio Bortolamai, CS           | Arquidiocese de Porto Alegre   | Porto Alegre                 | Rio Grande do Sul  |
| São Judas Tadeu                              | Pe. Frandry Tamar, CS                | Diocese de Rio Grande          | Rio Grande                   | Rio Grande do Sul  |
| Nossa Senhora do Rosário                     |                                      | Arquidiocese de Passo Fundo    | Rondinha                     | Rio Grande do Sul  |
| São Miguel                                   | Pe. Leonardo Albani, CS              | Diocese de Foz do Iguaçu       | São Miguel do Iguaçu         | Paraná             |
| Nossa Senhora de Lourdes                     | Pe. Miguel Longhi, CS                | Arquidiocese de Passo Fundo    | Sarandi                      | Rio Grande do Sul  |
| Nossa Senhora do Rosário                     | Pe. Ivo Antônio Pretto, CS           | Arquidiocese de Passo Fundo    | Serafina Corrêa              | Rio Grande do Sul  |

## Casas de Formação no Brasil
| Seminário                          | Reitor                     | Diretor Espitual            | Cidade       | Estado            |
| ---------------------------------- | -------------------------- | --------------------------- | ------------ | ----------------- |
| Seminário Menor São Carlos         | Pe. Jacir Ortolan, cs      | Pe. Joel Ferrari, cs        | Guaporé      | Rio Grande do Sul |
| Seminário São Joaquim              | Pe. Giuseppe Bortolato, CS |                             | Jundiaí      | São Paulo         |
| Instituto Filosófico Scalabriniano | Pe. Luiz Prigol, cs        |                             | Curitiba     | Paraná            |
| Postulado São Rafael               |                            |                             | Guaporé      | Rio Grande do Sul |
| Noviciado N. Sra. de Guadalupe     | Pe. Gelmino Costa, cs      | Pe. Francisco, cs           | Porto Alegre | Rio Grande do Sul |
| Seminário São João XXIII           | Pe. Agenor Sbaraini, cs    | Pe. Giuseppe Bortolatto, cs | São Paulo    | São Paulo         |